# Melsonby-(Gaarraay)-Nationalpark
Der Melsonby-(Gaarraay)-Nationalpark (englisch  Melsonby (Gaarraay) National Park) ist ein 89 km² großer Nationalpark auf der Cape York Peninsula in Queensland, Australien.
Der Park liegt in der Region Far North Queensland und befindet sich 45 km nordwestlich von Cooktown und 60 km nordöstlich von Laura. Er grenzt unmittelbar im Norden an den Jack-River-Nationalpark. Die Battle Camp Road von Hope Vale in den Lakefield-Nationalpark passiert den Nationalpark im Süden.